# Phyllodromica megerlei
Phyllodromica megerlei är en kackerlacksart som beskrevs av Franz Xaver Fieber 1853. Phyllodromica megerlei ingår i släktet Phyllodromica och familjen småkackerlackor. Inga underarter finns listade i Catalogue of Life.